# Dairoides kusei
Dairoides kusei is een krabbensoort uit de familie van de Dairoididae. De wetenschappelijke naam van de soort is voor het eerst geldig gepubliceerd in 1938 door Sakai.